# Sabata
Sabata (título completo en italiano: Ehi amico... c'è Sabata. Hai chiuso!, lit. "Eh amigo... ese es Sabata. ¡Estás acabado!", lanzada en España como Oro sangriento y en Hispanoamérica como Sabata viene a matar) es un spaghetti western italiano de 1969 dirigido por Gianfranco Parolini. Es la primera película de la trilogía Sabata de Parolini, y está protagonizada por Lee Van Cleef como el personaje que da nombre a la película. Parolini había tenido previamente un gran éxito con el primer spaghetti western Se incontri Sartana prega per la tua morte (1968), pero las secuelas fueron a parar a manos de Giuliano Carnimeo. El productor Alberto Grimaldi se puso en contacto con Parolini para una serie similar de Sabata.

## Sinopsis
En Daugherty, Texas, un grupo de ladrones disfrazados de soldados del ejército roban una caja fuerte con 100 000 dólares del dinero del ejército haciendo que un par de acróbatas salten hasta la entrada del segundo piso. Se llevan la caja fuerte en un vagón. Durante el robo, Sabata entabla amistad con Carrincha, un veterano confederado. Sabata persigue a los ladrones y les dispara a todos desde larga distancia. Devuelve la caja fuerte y acepta una recompensa de 5000 dólares del Ejército. De regreso a la ciudad, se fija en el carromato del circo de acróbatas. Mientras descansa en el hotel, conoce a Banjo, un misterioso bardo que dice conocerle.
En una habitación privada, Stengel, el juez O'Hara y Ferguson lamentan la devolución de la caja fuerte. Conciben el robo para utilizar el dinero en la compra de unos terrenos que pronto serían necesarios para el desarrollo del ferrocarril, lo que aumentaría enormemente su valor. Stengel encarga a un hombre llamado Oswald que mate a los acróbatas y se deshaga de su vagón, la única prueba de su participación. Aunque Oswald mata a los acróbatas, Sabata impide que se lleven el vagón y confirma la implicación de Stengel al identificar a uno de los hombres enviados a destruir el vagón. Sabata se dirige al rancho de Stengel para negociar y exige 10000 dólares por la entrega del vagón. Entra en el rancho y los hombres de Stengel abren fuego; un muñeco estaba apuntalado en el vagón. Por esta traición, Sabata exige 20000 dólares y se marcha.
Banjo se enfrenta a Sabata y le dice que los conspiradores nunca le pagarán, porque creen que seguirá aumentando la recompensa pase lo que pase. Inmediatamente después, los hombres de Stengel tienden una emboscada a Sabata, pero este los mata o los somete y acepta reunirse con Stengel. Durante la cena, este sube el precio a 30000 dólares. Ferguson contrata a una serie de sicarios para matar a Sabata, pero todos fracasan. Sabata sube entonces el precio a 60000 dólares y acepta la entrega al día siguiente en Los Palos. Un grupo de hombres del pasado de Banjo intentan matarlo, pero él los despacha con experta habilidad utilizando un rifle oculto en su instrumento. Sabata solicita entonces su ayuda como protección para la entrega a cambio de la recompensa de 5000 dólares del Ejército, que le muestra.
En Los Palos, Banjo traiciona a Sabata y le dispara. Sabata se protege con la bolsa de dinero, que estaba llena de arena debajo de los 5000 dólares. Dispara al arma de Banjo pero le deja marchar, ileso. Ferguson, testigo del intercambio, envía hombres a perseguir a Sabata. Con la ayuda del amigo acróbata indio de Carrincha, engañan a los hombres para que entren en un cañón y los atrapan allí con dinamita. A continuación, Sabata, el indio y Carrincha colocan dinamita por todo el rancho de Stengel durante la noche, lo que culmina en un ataque a gran escala y un enfrentamiento en el que Sabata mata a Stengel.
Al día siguiente, sin embargo, Sabata y Banjo se baten en duelo, y Banjo mata a Sabata. Carrincha carga su cuerpo en el carro de Banjo y se marchan. En las afueras del pueblo, Banjo coge la bolsa del dinero y desengancha su caballo de la carreta. Sabata, que estaba haciéndose el muerto, le dispara a la bolsa de dinero de su caballo y se la lleva, aunque su acuerdo era repartírselo por mitades. Por esta traición final, Sabata ofrece a Banjo sólo el fajo original de 5000 dólares, que luego dispara, esparciéndolo al viento.

## Elenco
- Lee Van Cleef como Sabata
- William Berger como Banjo
- Ignazio Spalla (como Pedro Sánchez) como Carrincha
- Aldo Canti (como Nick Jordan) como Indio/Gato Callejero
- Linda Veras como Jane, una chica de salón y amante de Banjo.
- Franco Ressel como Stengel.
- Antonio Gradoli (como Anthony Gradwell) como Ferguson
- Claudio Undari (Robert Hundar) como Oswald.
- Gianni Rizzo como el juez O'Hara.